# Las ninfas
Las ninfas es un libro de Francisco Umbral, publicado en 1975. De carácter autobiográfico y ambientado en Valladolid, narra las vivencias del protagonista aspirante a poeta desde el comienzo hasta el final de la adolescencia. Aparecen personajes como el poeta Darío Álvarez Alonso, la novia pescadera María Antonieta pasando por su amigo perfecto (Cristo-Teodorito).
La novela obtuvo el premio Nadal 1975.